# 隆日绍
隆日绍（法語：Longechaux，法語發音：[lɔ̃ʒʃo]）是法国杜省的一个市镇，属于蓬塔利耶区。

## 地理
隆日绍（47°9'51"N, 6°25'46"E）面积5.13 平方千米，位于法国勃艮第-弗朗什-孔泰大區杜省，该省份为法国东部内陆省份，北起上索恩省，西接汝拉省，东部及东南部与瑞士接壤，东北部与贝尔福地区省接壤。
与隆日绍接壤的市镇（或旧市镇、城区）包括：韦尔塞勒-维勒迪约勒康、阿武德雷、格朗方丹叙克勒斯。

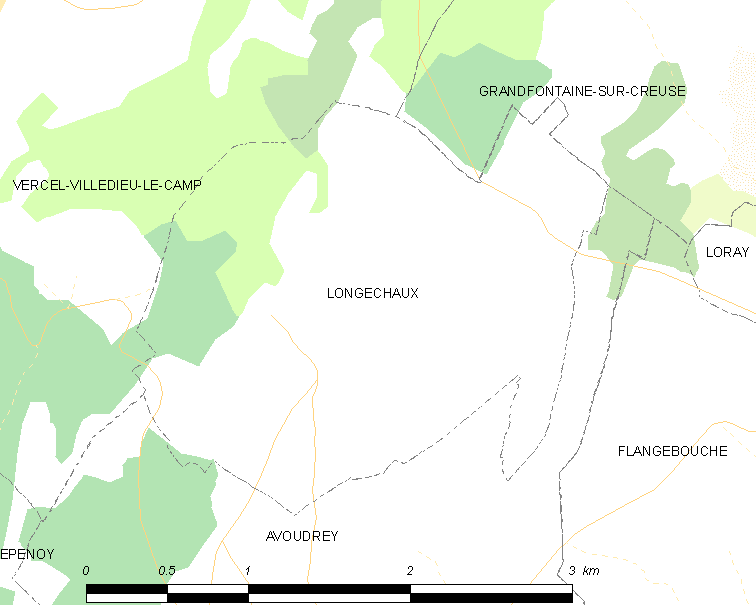
隆日绍的OSM定位图

隆日绍的时区为UTC+01:00、UTC+02:00（夏令时）。

## 行政
隆日绍的邮政编码为25690，INSEE市镇编码为25342。

## 政治
隆日绍所属的省级选区为瓦尔达翁县。

## 人口

1962-2008年间隆日绍人口变化图示

隆日绍于2022年1月1日时的人口数量为78人。